# Amy (2015)
Amy (também conhecido como Amy: The Girl Behind The Name) é um documentário britânico realizado por Asif Kapadia, que retrata a vida e a morte da cantautora britânica Amy Winehouse. O filme foi produzido pela Universal Music, Playmaker Films e Krishwerkz Entertainment, e distribuído pela Altitude Film Distribution no Reino Unido. O filme foi lançado nos cinemas britânicos a 3 de julho de 2015. Em Portugal o filme foi lançado a 23 de julho de 2015, e no Brasil a 26 de setembro do mesmo ano.
A 8 de fevereiro de 2015, um trailer foi mostrado no evento pré-Grammy, na preparação do Grammy Awards de 2015, onde foi anunciado que um documentário intitulado Amy, seria lançado nos cinemas no final do verão de 2015, de acordo com David Joseph, presidente da Universal Music do Reino Unido.
O filme foi apresentado na sessão da meia-noite do Festival de Cannes de 2015 e também foi exibido no Festival Internacional de Cinema de Edimburgo.

## Elenco
- Amy Winehouse como ela mesma
- Mitch Winehouse, pai
- Janis Winehouse, mãe
- Raye Cosbert, empresário
- Nick Shymanksy, ex-empresário
- Blake Fielder-Civil, ex-marido
- Andrew Morris, guarda-costas
- Darcus Beese, empresário
- Mos Def, amigo
- Tyler James, amigo
- Juliette Ashby, amiga
- Lauren Gilbert, amiga
- Pete Doherty, amigo
- Jonathan Ross, entrevistador
- Mark Ronson, produtor do álbum de Amy Winehouse
- Salaam Remi, produtor do álbum de Amy Winehouse
- Tony Bennett, amigo
- Monte Lipman
- Chip Somers
- Lucian Grainge
- Nick Gatfield